# Trái Đất phẳng

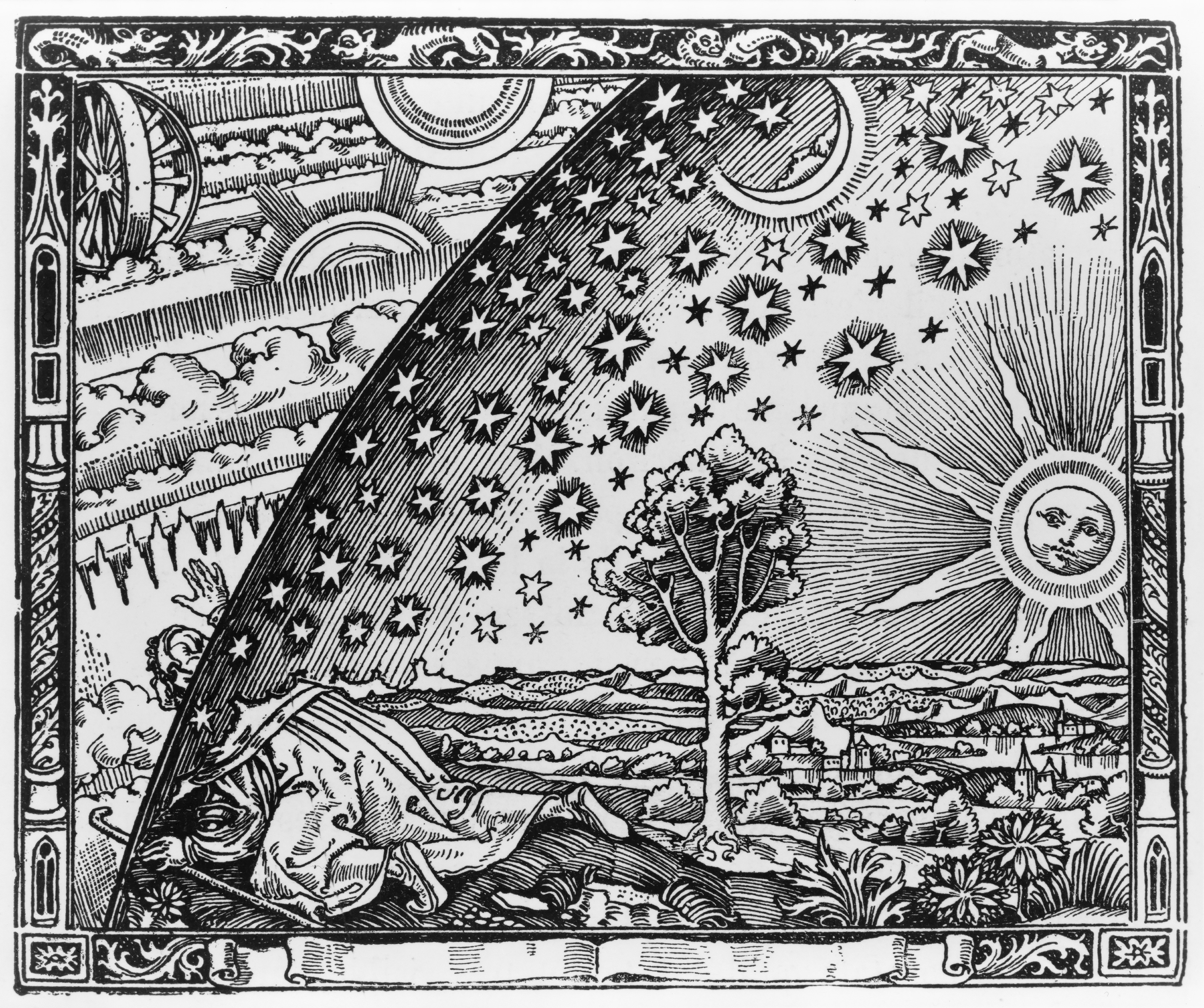
Tranh khắc gỗ thế kỷ 19 mô tả một người du lịch đến rìa Trái Đất phẳng và nhô đầu ra bầu trời

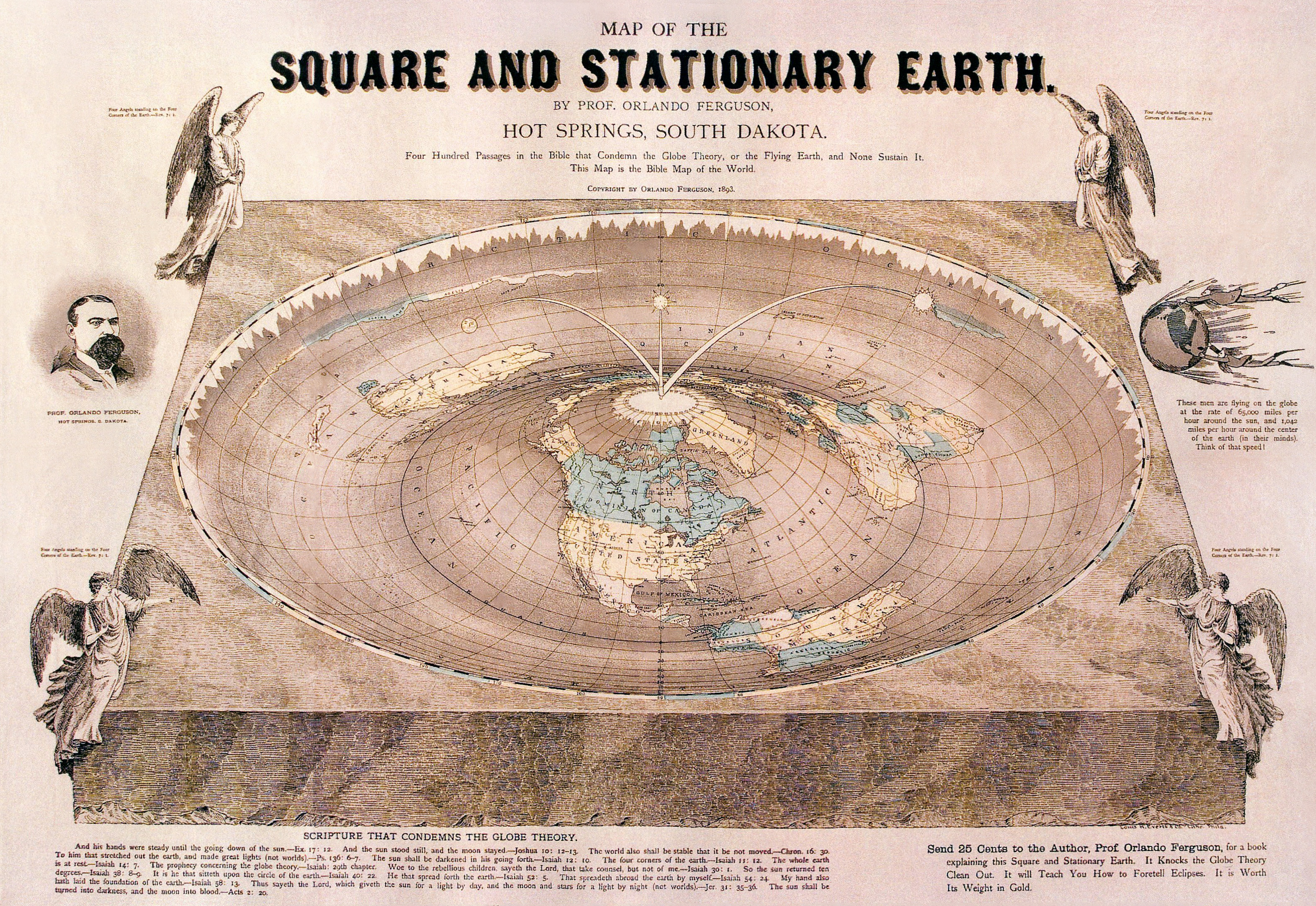
Bản đồ Trái Đất phẳng do Orlando Ferguson vẽ năm 1893

Trái Đất phẳng là quan niệm về hình dạng của Trái Đất là phẳng dẹt như một chiếc đĩa hoặc cái mâm khổng lồ. Quan điểm này đã xuất phát từ góc nhìn trực quan hàng ngày. Các nền văn hóa tiền hiện đại đã đưa ra các quan điểm về Trái Đất phẳng như Hy Lạp cổ đại cho đến giai đoạn cổ điển, các nền văn minh đồ đồng và đồ đá của Cận đông cổ đại cho đến thời kỳ Hellenistic, Ấn Độ cổ đại cho đến thời kỳ Gupta (các thế kỷ đầu Công nguyên) và Trung Quốc cho đến thế kỷ 17. Nó cũng tồn tại trong các nền văn hóa của tân thế giới cho đến khi người châu Âu đến, và Trái Đất phẳng được bao bọc bởi dạng uốn cong giống như cái bát của bầu trời là phổ biến trong các xã hội tiền khoa học.
Trào lưu cổ vũ quan điểm Trái Đất phẳng hiện nay là biểu hiện của sự chống đối khoa học.

## Trong văn hóa đại chúng
Trong bộ phim Gods of Egypt của Hollywood sản xuất năm 2016 có các đoạn mô tả thuyết Trái Đất phẳng với thần Ra (Thần Ánh sáng trong thần thoại Ai Cập) kéo Mặt Trời là một quả cầu lửa nhỏ hơn kích thước Trái Đất nhiều lần trên một phi thuyền đi quanh cả Trái Đất.